# Luční potok (Radbuza)
Der Luční potok ist ein linker Zufluss der Radbuza in Tschechien.

## Verlauf
Der Luční potok entspringt im Pilsener Hügelland in einem Teich auf dem Dorfplatz von Přehýšov. An seinem nach Osten führenden Oberlauf fließt der Bach durch Přehýšov und südlich am Werksgelände der DIOSS Nýřany a.s. vorbei. Bei Větrná Jáma erreicht der Luční potok südöstlich von Nýřany das Areal des ehemaligen Teiches Jankov, wo ihm über den Immerwassergraben Wasser aus dem Vejprnický potok zugeleitet wird. Südlich der Siedlung Mexiko überbrückt die Bahnstrecke Plzeň–Furth im Wald den Bach. Sein weiterer Lauf führt in einem breiten und flachen Tal durch das Pilsener Steinkohlenbecken vorbei an Úherce und Zbůch in nordöstlicher Richtung nach Líně; auf diesem Abschnitt wird der Luční potok in den Teichen Nový rybník und Okružinka gestaut. Bei Sulkov überbrückt die Autobahn D 5/E 50 zwischen Pilsen und Rozvadov den Bach. An seinem nach Osten in das Stadtgebiet von Pilsen führenden Unterlauf bildet der Luční potok zwischen Sulkov, der Škoda-Deponie, Lesov und Valcha ein Kerbtal, in dem sich früher die Teiche Sulkow (Sulkovský rybník) und Radschiner Teich (Lažikov) befanden. Kurz vor seiner Mündung überquert die Bahnstrecke Železná Ruda–Plzeň den Bach. Nach 15 Kilometern mündet der Luční potok südlich des Bahnhofes Plzeň-Valcha in Valcha im Stausee České Údolí in die Radbuza. Sein Einzugsgebiet beträgt 69,8 km².
Das Feuchtgebiet um den Nový rybník ist seit 2006 als Naturreservat unter Schutz gestellt. An dem Teich besteht eine Lachmöwenkolonie mit ca. 100 Vögeln. Außerdem nisten dort Schwarzhalstaucher, Zwergtaucher, Knäkenten, Rohrweihe, Wasserrallen, Drosselrohrsänger und Weißsternige Blaukehlchen. Am Rande des Schutzgebietes befindet sich ein Beobachtungsturm.

## Geschichte
Im 19. und 20. Jahrhundert wurde im Tal des Baches intensiv Bergbau auf Steinkohle betrieben. Entlang des Luční potok verlief die Sulkover Montanbahn.
Südwestlich von Nýřany befand sich bis 1872 der mit einer Fläche von 130 ha größte Teich der Region, der Jankow. Dem Teich flossen sowohl der Luční potok als auch der Vejprnický potok zu und ab. Der Hauptabflusskanal führte bei Úherce in den Luční potok. Nachdem die Grundherrschaft Chotěšov im Jahre 1870 die Trockenlegung des Fischteiches beabsichtigte, machte die Gemeinde Úherce ihre Rechte am Wasser des Vejprnický potok geltend. Als 1880 der Wasserrechtsprozess zugunsten von Úherce entschieden worden war, wurde im Jahre 1884 in der Teichstätte der Immerwasserkanal zum Luční potok angelegt, in den über einen Wasserteiler zwei Drittel des Wassers aus dem Vejprnický potok abgeleitet wurden.
Der im Tal zwischen dem Ochsenberg und Eichenberg gelegene Radschiner Teich wurde 1851 abgelassen, entlang seiner Ufer entstand die nach einer unterhalb des Dammes gelegenen Walkmühle benannte Siedlung Valcha.
1868 wurde auch der Teich Sulkow trockengelegt. Anstelle des Teiches befindet sich heute die Deponie der Škoda-Werke.
Im Laufe des 20. Jahrhunderts wurde der Bach stark reguliert und begradigt. Durch die Škoda-Deponie wurde der Luční potok nach Süden verdrängt.

## Zuflüsse
- Immerwassergraben vom Vejprnický potok im ehemaligen Teich Jankov bei Větrná Jáma
- Zálužský potok (r), bei Líně
- Sulkovský potok (l), bei Sulkov

## Durchflossene Teiche
- Nový rybník, oberhalb von Líně
- Okružinka, oberhalb von Líně
- Ausgleichsbecken Valcha, in Valcha